# Wasserturm Hilsbach

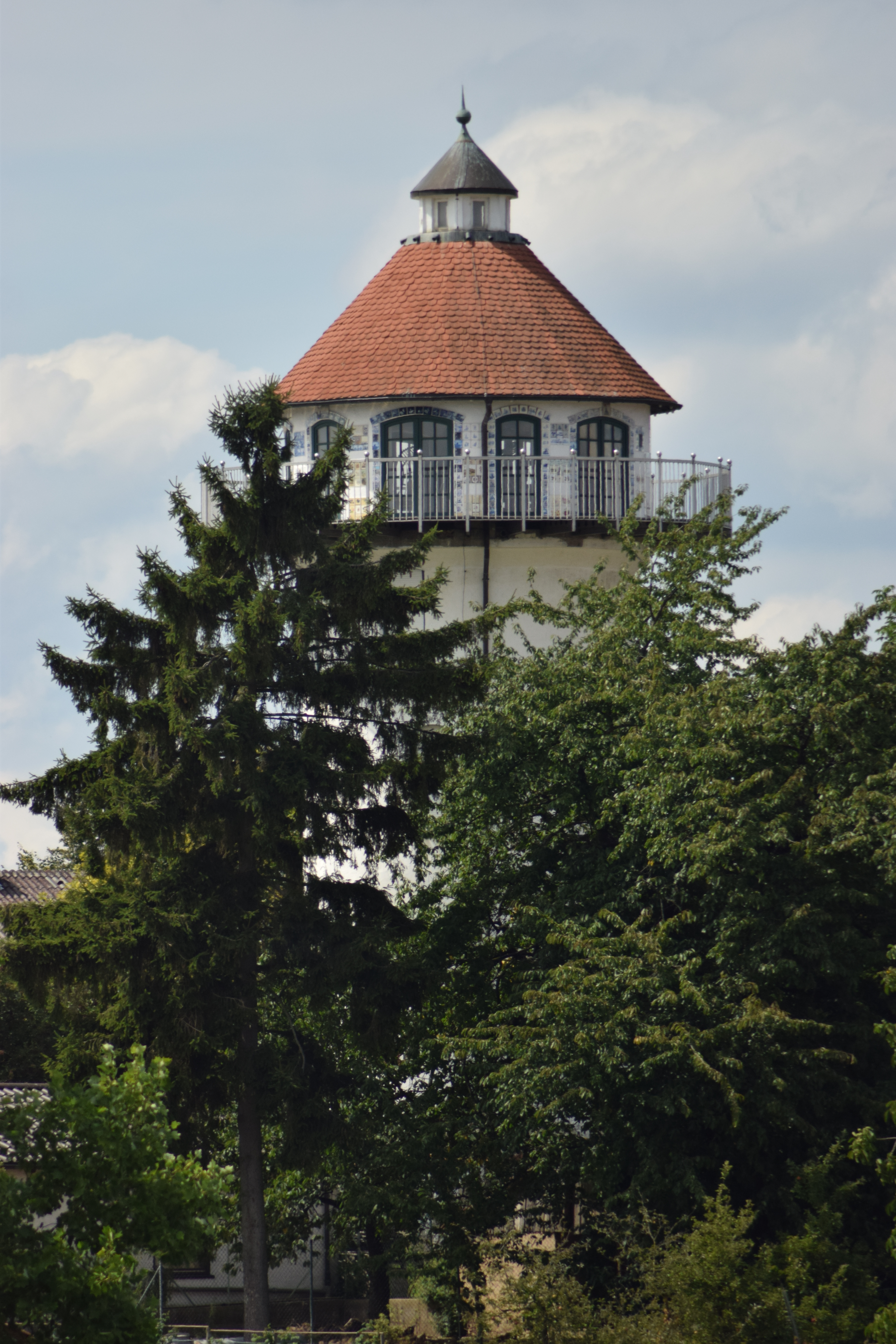
Wasserturm zu Hilsbach

Der Wasserturm Hilsbach ist bis heute fester Bestandteil der ehemals eigenständigen Stadt Hilsbach und prägt das Stadtbild mit seinem rustikalen Aussehen.

## Geschichte
Der Wasserturm von Hilsbach wurde ab 1927 gebaut und 1929 fertiggestellt. Der Turm ist 21 m hoch und im Sockelbereich sowie um die Fenster der Turmspitze mit Keramik verziert. Heute dient der Wasserturm als Wohnung.
Der Inhaber besagten Wohnraumes wollte vor geraumer Zeit an dieser Stelle ein Café eröffnen. Dies scheiterte jedoch an den Parkmöglichkeiten der ohnehin schmalen Wachthausgasse, an welcher der Zugang zum Turm liegt.